# Leptanthura exilis
Leptanthura exilis is een pissebed uit de familie Leptanthuridae. De wetenschappelijke naam van de soort is voor het eerst geldig gepubliceerd in 1985 door Wägele.